# Аргентинское море
Аргентинское море  (исп. Mar Argentino) — термин, используемый в Аргентине для обозначения части акватории Атлантического океана, охватывающей континентальный шельф Аргентины. Международная гидрографическая организация не признаёт существование данного моря, никак не выделяя и не именуя прилегающую к побережью Аргентины часть акватории Атлантического океана. Аналогично в советской и российской океанографии существование так называемого «Аргентинского моря» не признаётся.

## География

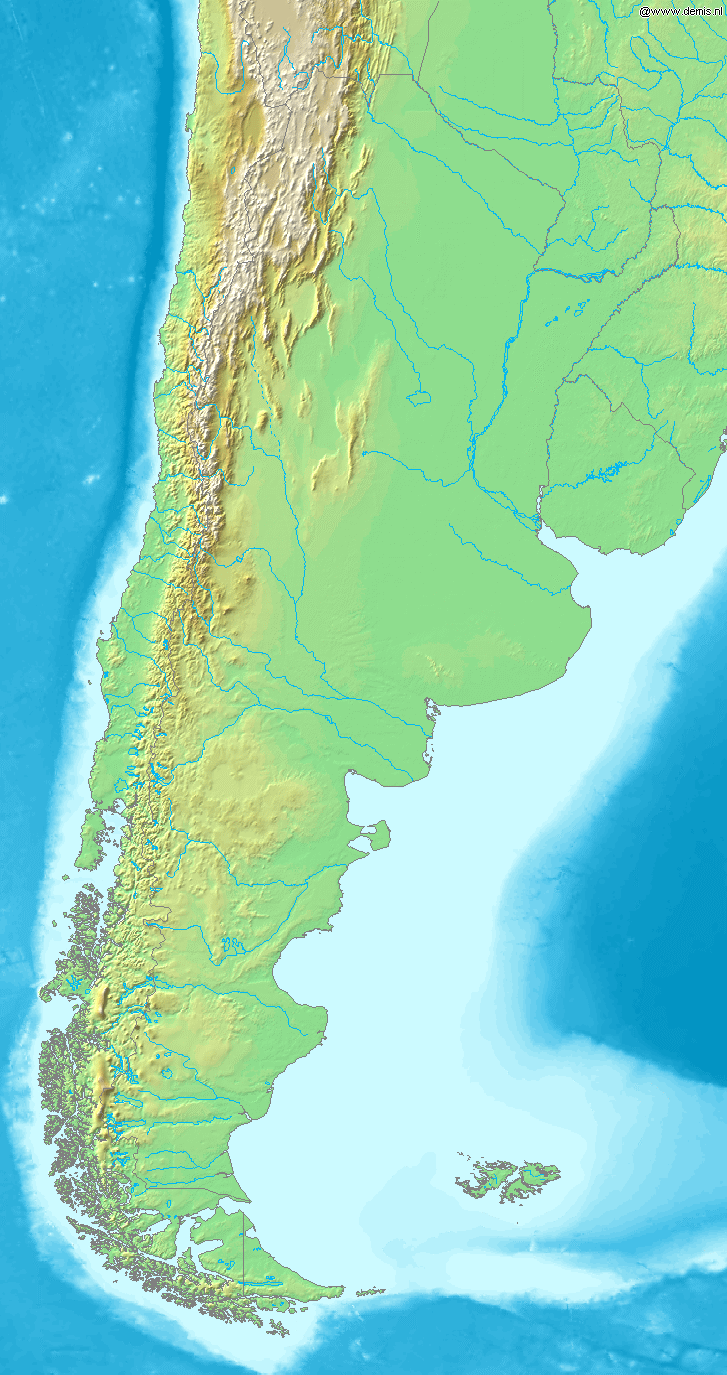
Аргентинское море. (обозначено светло-голубым цветом)

По мнению аргентинских официальных источников Аргентинское море расположено в южной части Атлантического океана, у юго-восточного побережья Аргентины, простирается от примерной широты Монтевидео, Уругвай, на юг до Огненной Земли. В указанных границах Аргентинское море может иметь площадь около 1 миллиона км², что, по мнению властей Аргентины, делает его одним из крупнейших морей в южном полушарии. Ширина изменяется от 210 км у Мар-дель-Плата до 850 км на широте Фолклендских островов. Длина береговой линии составляет 4725 км. Средняя глубина моря составляет 1205 м, максимальная — 2224 м. Солёность воды составляет 35 ‰.
Аргентинское море постепенно расширяется к югу одновременно с сужением Южной Америки. В составе морского шельфа выделяют ряд плато, идущих к востоку и имеющих форму обширных террас или выступов. Из-за своих плато в форме ступеней Аргентинское море морфологически может считаться своего рода андской Патагонией. Фолклендские острова также расположены в районе континентального шельфа Аргентинского моря.

### Территориальные претензии
В соответствии с законом № 23968, территориальные воды Аргентины расширяются на 12 морских миль (22,224 км) от линии заливов Сан-Матиас и Сан-Хорхе до внешних границ Рио-де-ла-Плата. Прилегающая зона распространяется на 12 морских миль (22,224 км) после территориальных вод и исключительная экономическая зона — на 200 морских миль (370,4 км) от них. Понятие континентального шельфа распространяется на пределы исключительной экономической зоны или на склоны шельфа. Аргентина подписала и ратифицировала Конвенцию Организации Объединённых Наций по морскому праву.
Исключительная экономическая зона, объявленная Аргентиной, пересекается с претензиями, предъявляемыми Великобританией от имени Фолклендских островов, и аналогичными (её же) претензиями на акватории вокруг острова Южная Георгия и Южных Сандвичевых островов. Британская сторона полагает, что границы британской исключительной экономической зоны на западе проходят по линии, равноудалённой от берегов Фолклендских островов и Аргентины Аргентиной и островами, а в остальных частях простираются на 200 морских миль (370,4 км) во всех других направлениях; аналогично 200-мильная зона, по мнению британской стороны, образуется вокруг острова Южная Георгия и Южных Сандвичевых островов.
Аргентина объявила о своих претензиях без консультаций с Великобританией и, несмотря на то, что Великобритания фактически осуществляет управление этими территориями, по большей части без каких-либо военных конфликтов, на протяжении более 180 лет. В период с 1990 по 2005 год рыбные и минеральные ресурсы в этом районе добывались под контролем совместных комиссий Аргентины и Великобритании; Аргентина в одностороннем порядке вышла из этих комиссий в 2005 году, чтобы претворять в жизнь более энергичную политику в отношении своих претензий в районе Фолклендских островов. Одно (как правило) аргентинское судно обычно на постоянной основе осуществляет патрулирование неоспариваемой части территории своих территориальных претензий; суда не заходят в исключительную экономическую зону Великобритании, хотя якобы имели место сообщения от аргентинских военных кораблей, угрожавших судам на фолклендской стороне границы по радио.
В соответствии с условиями Конвенции Организации Объединённых Наций по морскому праву, статья 59, оспариваемые и пересекающиеся претензии не имеют юридической силы, пока спор между противоборствующими сторонами не урегулирован.

## История
Румынский авантюрист Джулиус Поппер был первым, кто использовал термин «Аргентинское море», когда он в 1891 году опубликовал карту Огненной Земли.
Через некоторое время название было распространено на все аргентинские прибрежные акватории. Акватория к югу от Огненной Земли была названа «Южное море» в тексте договора о мире и дружбе между Аргентиной и Чили в 1984 году.

## Биоразнообразие
В него с юга впадает холодное Фолклендское течение, которое вытекает из Южного океана, напротив с севера в Аргентинское море впадает тёплое Бразильское течение.
Аргентинское море имеет 12 регионов, в которых наблюдается большое биоразнообразие. В акватории моря имеются две охраняемые территории, один национальный морской парк и восемнадцать провинциальных.
Фауна Аргентинского моря представлена различным планктоном и водорослями, ракообразными, сардинами и анчоусами. Более крупные представители фауны представлены такими видами, как пингвины, чайки, бакланы, акулы, киты, морские львы и морские слоны.